# Champagnac-la-Rivière
Pour les articles homonymes, voir Champagnac.
Champagnac-la-Rivière est une commune française située dans le département de la Haute-Vienne, en région Nouvelle-Aquitaine.
Elle est intégrée au parc naturel régional Périgord-Limousin.

## Géographie

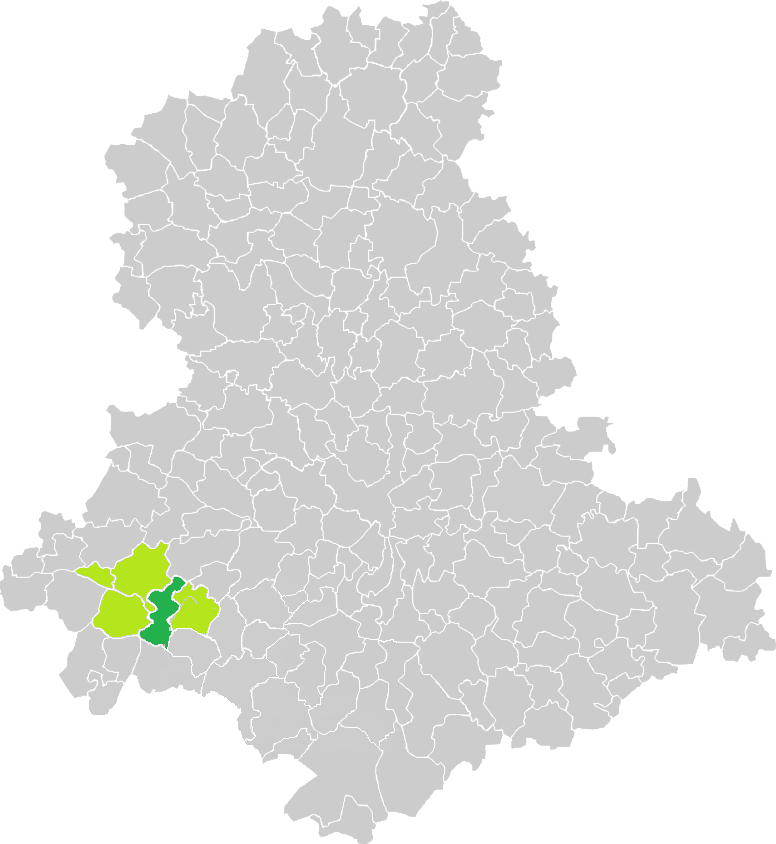
Situation de la commune de Champagnac-la-Rivière en Haute-Vienne.

### Communes limitrophes
Les communes limitrophes sont Saint-Laurent-sur-Gorre, Châlus, Champsac, La Chapelle-Montbrandeix, Cussac, Dournazac et Oradour-sur-Vayres.
| Oradour-sur-Vayres       | Saint-Laurent-sur-Gorre |          |
| Cussac                   | Champagnac-la-Rivière   | Champsac |
| La Chapelle-Montbrandeix | Dournazac               | Châlus   |

### Climat
Le climat qui caractérise la commune est qualifié, en 2010, de « climat océanique altéré », selon la typologie des climats de la France qui compte alors huit grands types de climats en métropole. En 2020, la commune ressort du même type de climat dans la classification établie par Météo-France, qui ne compte désormais, en première approche, que cinq grands types de climats en métropole. Il s’agit d’une zone de transition entre le climat océanique, le climat de montagne et le climat semi-continental. Les écarts de température entre hiver et été augmentent avec l'éloignement de la mer. La pluviométrie est plus faible qu'en bord de mer, sauf aux abords des reliefs.
Les paramètres climatiques qui ont permis d’établir la typologie de 2010 comportent six variables pour les températures et huit pour les précipitations, dont les valeurs correspondent à la normale 1971-2000. Les sept principales variables caractérisant la commune sont présentées dans l'encadré ci-après.
| Paramètres climatiques communaux sur la période 1971-2000 - Moyenne annuelle de température : 11,2 °C - Nombre de jours avec une température inférieure à −5 °C : 3,6 j - Nombre de jours avec une température supérieure à 30 °C : 4,6 j - Amplitude thermique annuelle : 14,5 °C - Cumuls annuels de précipitation : 1 114 mm - Nombre de jours de précipitation en janvier : 13 j - Nombre de jours de précipitation en juillet : 7,9 j |

Avec le changement climatique, ces variables ont évolué. Une étude réalisée en 2014 par la Direction générale de l'Énergie et du Climat complétée par des études régionales prévoit en effet que la  température moyenne devrait croître et la pluviométrie moyenne baisser, avec toutefois de fortes variations régionales. La station météorologique de Météo-France installée sur la commune et en service de 1986 à 2020 permet de connaître l'évolution des indicateurs météorologiques. Le tableau détaillé pour la période 1981-2010 est présenté ci-après.
| Mois                                  | jan.          | fév.           | mars          | avril         | mai           | juin          | jui.          | août          | sep.          | oct.        | nov.           | déc.           | année     |
| ------------------------------------- | ------------- | -------------- | ------------- | ------------- | ------------- | ------------- | ------------- | ------------- | ------------- | ----------- | -------------- | -------------- | --------- |
| Température minimale moyenne (°C)     | 0,8           | 0,9            | 2,6           | 4,3           | 7,8           | 10,5          | 12            | 11,8          | 9             | 7,6         | 3,4            | 1,4            | 6         |
| Température moyenne (°C)              | 4,3           | 5,1            | 7,8           | 9,8           | 13,9          | 16,7          | 18,7          | 18,8          | 15,4          | 12,4        | 7,3            | 4,9            | 11,3      |
| Température maximale moyenne (°C)     | 7,8           | 9,4            | 13            | 15,2          | 20            | 23            | 25,3          | 25,8          | 21,7          | 17,2        | 11,2           | 8,4            | 16,5      |
| Record de froid (°C) date du record   | −20 17.01.87  | −17,2 09.02.12 | −14 01.03.05  | −5,1 20.04.17 | −2,4 06.05.19 | 0,7 01.06.11  | 4 17.07.00    | 2,1 30.08.86  | −1 25.09.02   | −5 26.10.03 | −10,9 21.11.93 | −13,2 29.12.96 | −20 1987  |
| Record de chaleur (°C) date du record | 17,8 05.01.99 | 24,5 27.02.19  | 26,6 14.03.12 | 28,5 30.04.05 | 31 30.05.01   | 37,5 27.06.19 | 39,1 25.07.19 | 38,5 07.08.20 | 34,5 19.09.87 | 29 01.10.97 | 23 07.11.15    | 19 15.12.98    | 39,1 2019 |
| Précipitations (mm)                   | 119,3         | 95,3           | 95,3          | 106           | 100,7         | 81,8          | 65,7          | 80,7          | 84,3          | 114,4       | 122,2          | 124,6          | 1 190,3   |

## Urbanisme

### Typologie
Au 1er janvier 2024, Champagnac-la-Rivière est catégorisée commune rurale à habitat très dispersé, selon la nouvelle grille communale de densité à sept niveaux définie par l'Insee en 2022.
Elle est située hors unité urbaine. Par ailleurs la commune fait partie de l'aire d'attraction de Limoges, dont elle est une commune de la couronne,. Cette aire, qui regroupe 127 communes, est catégorisée dans les aires de 200 000 à moins de 700 000 habitants,.

### Occupation des sols
L'occupation des sols de la commune, telle qu'elle ressort de la base de données européenne d’occupation biophysique des sols Corine Land Cover (CLC), est marquée par l'importance des territoires agricoles (58,3 % en 2018), en diminution par rapport à 1990 (59,1 %). La répartition détaillée en 2018 est la suivante : 
forêts (40,6 %), zones agricoles hétérogènes (31,2 %), prairies (25,1 %), terres arables (2 %), mines, décharges et chantiers (1 %). L'évolution de l’occupation des sols de la commune et de ses infrastructures peut être observée sur les différentes représentations cartographiques du territoire : la carte de Cassini (XVIIIe siècle), la carte d'état-major (1820-1866) et les cartes ou photos aériennes de l'IGN pour la période actuelle (1950 à aujourd'hui).

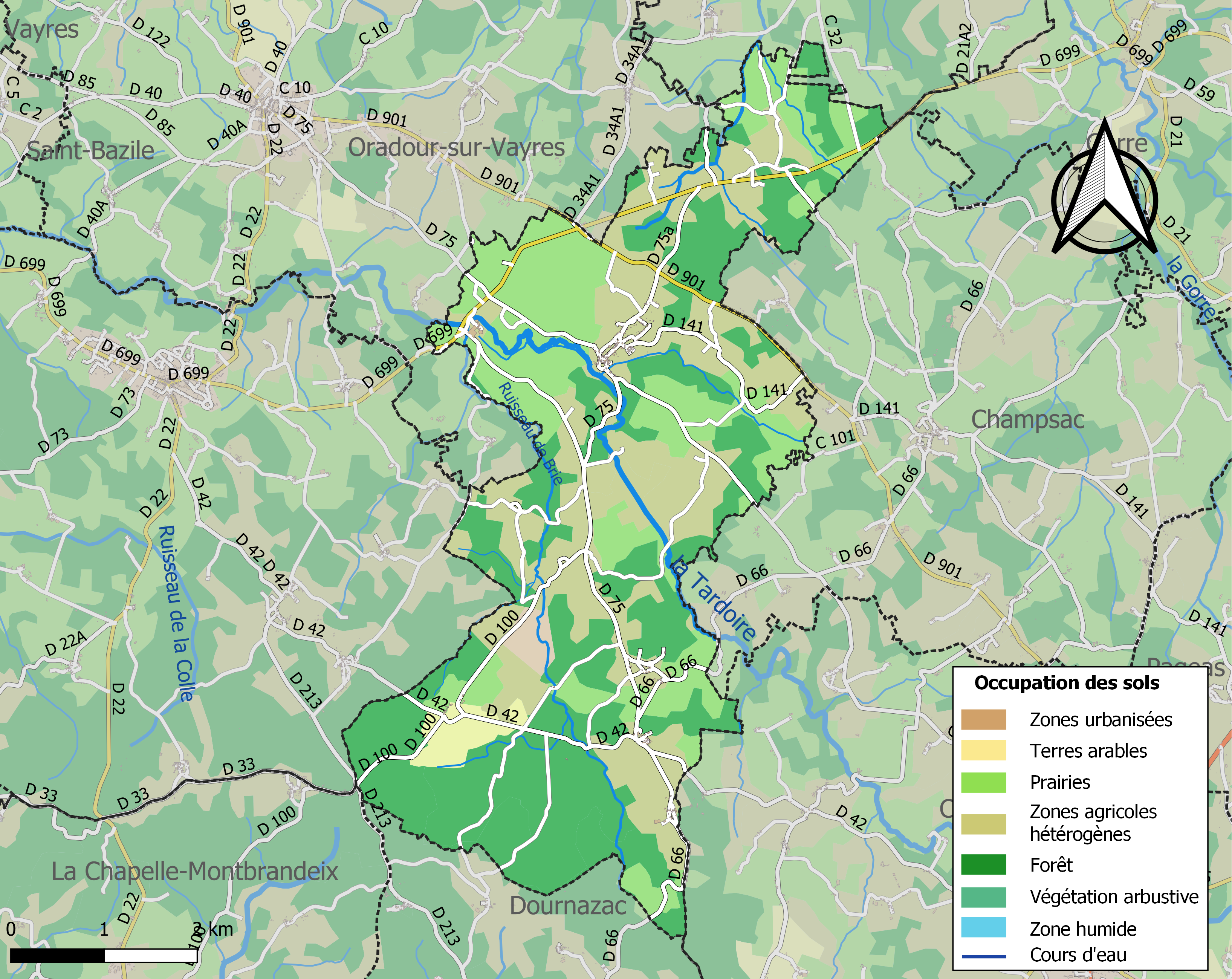
Carte des infrastructures et de l'occupation des sols de la commune en 2018 (CLC).

### Risques majeurs
Le territoire de la commune de Champagnac-la-Rivière est vulnérable à différents aléas naturels : météorologiques (tempête, orage, neige, grand froid, canicule ou sécheresse) et séisme (sismicité faible). Il est également exposé à un risque particulier : le risque de radon. Un site publié par le BRGM permet d'évaluer simplement et rapidement les risques d'un bien localisé soit par son adresse soit par le numéro de sa parcelle.

#### Risques naturels

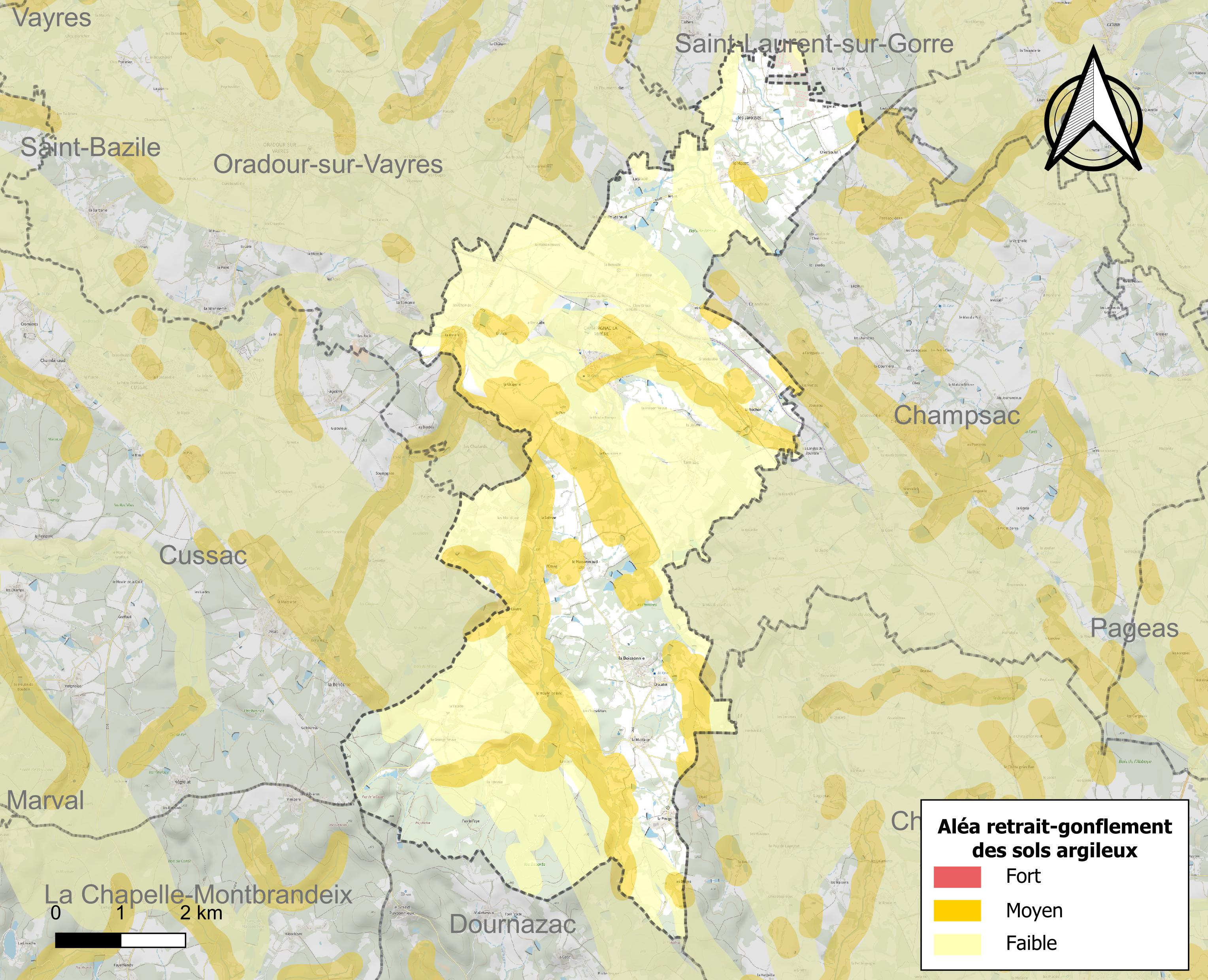
Carte des zones d'aléa retrait-gonflement des sols argileux de Champagnac-la-Rivière.

Le retrait-gonflement des sols argileux est susceptible d'engendrer des dommages importants aux bâtiments en cas d’alternance de périodes de sécheresse et de pluie. 24,2 % de la superficie communale est en aléa moyen ou fort (27 % au niveau départemental et 48,5 % au niveau national métropolitain). Depuis le 1er octobre 2020, en application de la loi ÉLAN, différentes contraintes s'imposent aux vendeurs, maîtres d'ouvrages ou constructeurs de biens situés dans une zone classée en aléa moyen ou fort,.
La commune a été reconnue en état de catastrophe naturelle au titre des dommages causés par les inondations et coulées de boue survenues en 1982 et 1999 et par des mouvements de terrain en 1999.

#### Risque particulier
Dans plusieurs parties du territoire national, le radon, accumulé dans certains logements ou autres locaux, peut constituer une source significative d’exposition de la population aux rayonnements ionisants. Selon la classification de 2018, la commune de Champagnac-la-Rivière est classée en zone 3, à savoir zone à potentiel radon significatif.

## Histoire
Une villa mérovingienne apparait sous le nom de Campaniaco au VIe ou VIIe siècle, en tant qu'atelier de métallurgie monétaire. Des sous en or sont frappés par Baudegiselo, le plus ancien champagnacois identifié.

### Passé ferroviaire du village
|  |  |  |

De 1880 à 1996, la commune de Champagnac-la-Rivière a été traversée par la ligne de chemin de fer de Saillat-sur-Vienne à Bussière-Galant, qui, venant d' Oradour-sur-Vayres se dirigeait ensuite vers la gare de Champsac.

A l' époque où le chemin de fer était le moyen de déplacement le plus pratique, cette ligne connaissait un important trafic de passagers et de marchandises. 
	
Avec l'amélioration des routes et le développement du transport automobile, le trafic ferroviaire a périclité et la ligne a été fermée en aux voyageurs en 1940. Le trafic de marchandises a continué jusqu'en 1996 date à laquelle la ligne a été déclassée. Quelques tronçons de l'ancienne ligne subsistent encore de nos jours utilisés comme sentier de randonnée et surtout par le Vélorail de Bussière-Galant à Châlus.

## Politique et administration

### Liste des maires
| Période                                  | Période   | Identité             | Étiquette | Qualité       |
| ---------------------------------------- | --------- | -------------------- | --------- | ------------- |
| mars 2001                                | mars 2008 | Jean-Jacques Farnier |           |               |
| mars 2008                                | En cours  | Joël Vilard          | DVG       | Fonctionnaire |
| Les données manquantes sont à compléter. |           |                      |           |               |

## Démographie
L'évolution du nombre d'habitants est connue à travers les recensements de la population effectués dans la commune depuis 1793. Pour les communes de moins de 10 000 habitants, une enquête de recensement portant sur toute la population est réalisée tous les cinq ans, les populations de référence des années intermédiaires étant quant à elles estimées par interpolation ou extrapolation. Pour la commune, le premier recensement exhaustif entrant dans le cadre du nouveau dispositif a été réalisé en 2007.

En 2022, la commune comptait 591 habitants, en évolution de +2,78 % par rapport à 2016 (Haute-Vienne : −0,68 %, France hors Mayotte : +2,11 %).
| 1793  | 1800  | 1806  | 1821  | 1831  | 1836  | 1841  | 1846  | 1851  |
| ----- | ----- | ----- | ----- | ----- | ----- | ----- | ----- | ----- |
| 1 443 | 1 682 | 1 479 | 1 670 | 1 721 | 1 800 | 1 902 | 2 056 | 1 997 |

| 1856  | 1861  | 1866  | 1872  | 1876  | 1881  | 1886  | 1891  | 1896  |
| ----- | ----- | ----- | ----- | ----- | ----- | ----- | ----- | ----- |
| 1 914 | 1 840 | 1 980 | 1 802 | 1 762 | 1 798 | 1 854 | 1 817 | 1 826 |

| 1901  | 1906  | 1911  | 1921  | 1926  | 1931  | 1936  | 1946  | 1954  |
| ----- | ----- | ----- | ----- | ----- | ----- | ----- | ----- | ----- |
| 1 868 | 1 793 | 1 707 | 1 586 | 1 571 | 1 465 | 1 328 | 1 127 | 1 008 |

| 1962 | 1968 | 1975 | 1982 | 1990 | 1999 | 2006 | 2007 | 2012 |
| ---- | ---- | ---- | ---- | ---- | ---- | ---- | ---- | ---- |
| 855  | 801  | 678  | 662  | 576  | 557  | 550  | 549  | 564  |

| 2017 | 2022 | - | - | - | - | - | - | - |
| ---- | ---- | - | - | - | - | - | - | - |
| 577  | 591  | - | - | - | - | - | - | - |

## Culture locale et patrimoine

### Lieux et monuments
- La voie verte des Hauts de Tardoire offre un itinéraire sécurisé de Champagnac à Châlus et à Oradour-sur-Vayres à pied, vélo, ou roller[27].
- Le château de Brie est inscrit aux monuments historiques[28].
- Église Saint-Paul de Champagnac-la-Rivière.

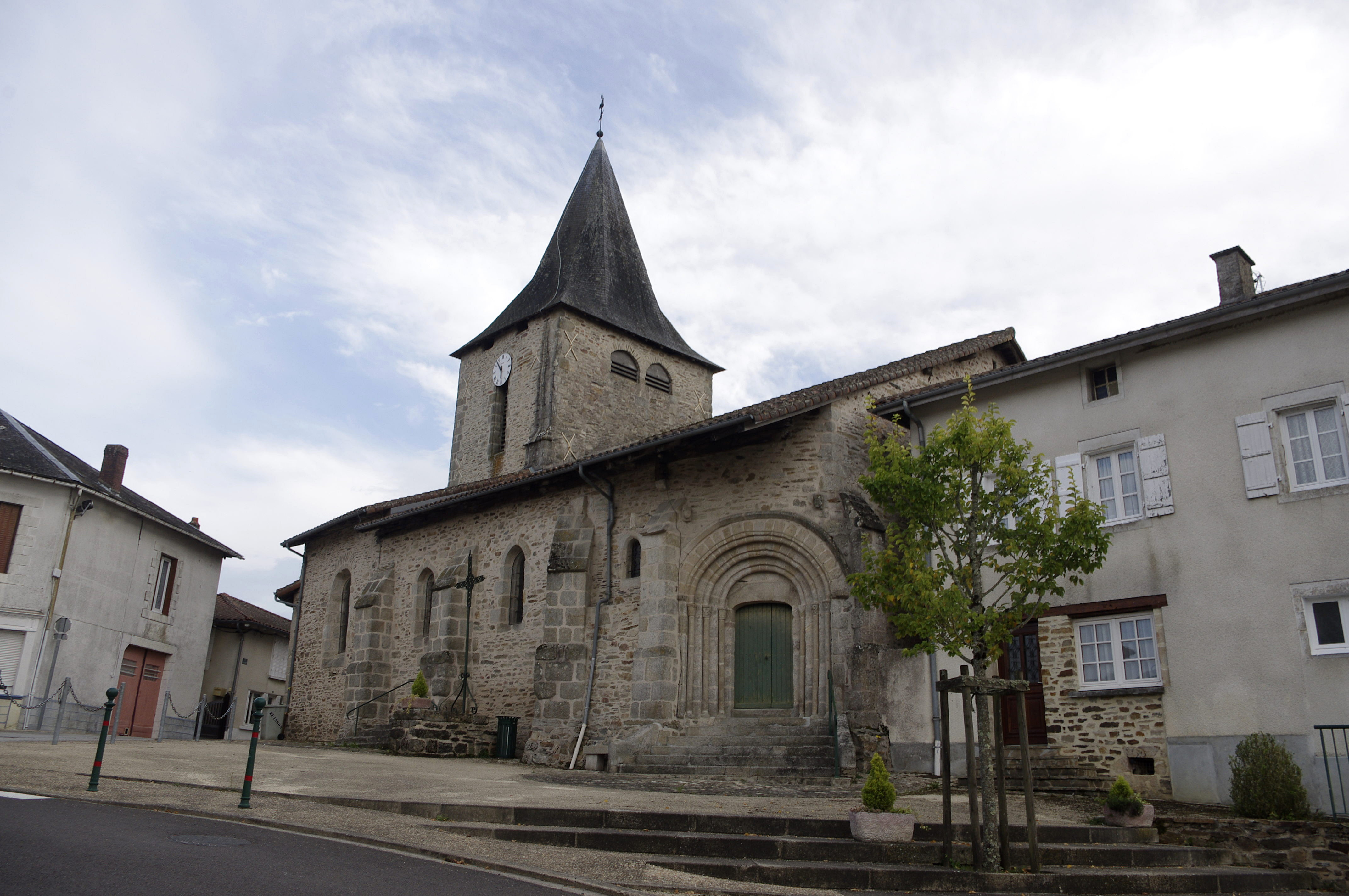
L'église du XIIe siècle
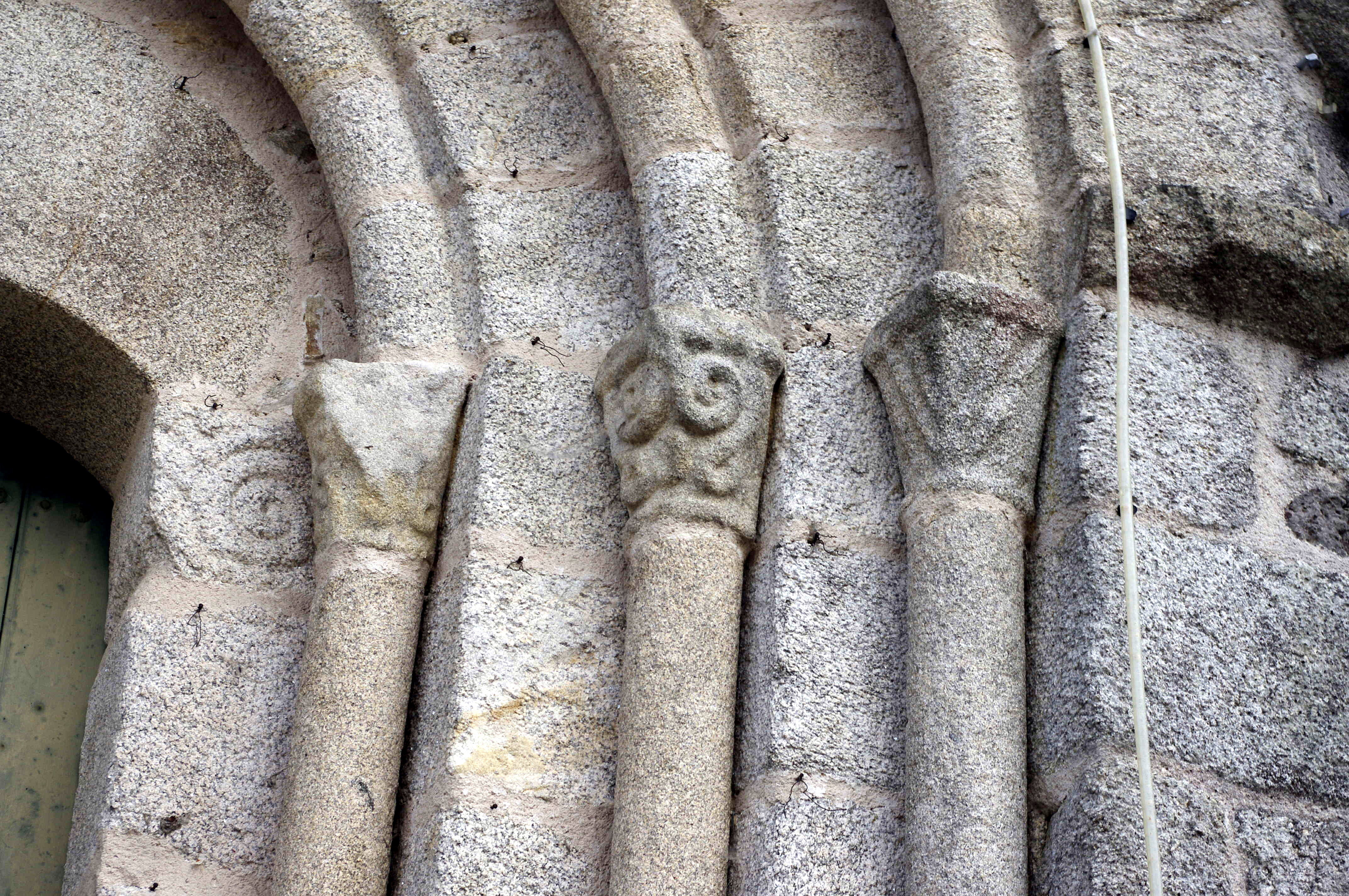
Détail du portail de l'église
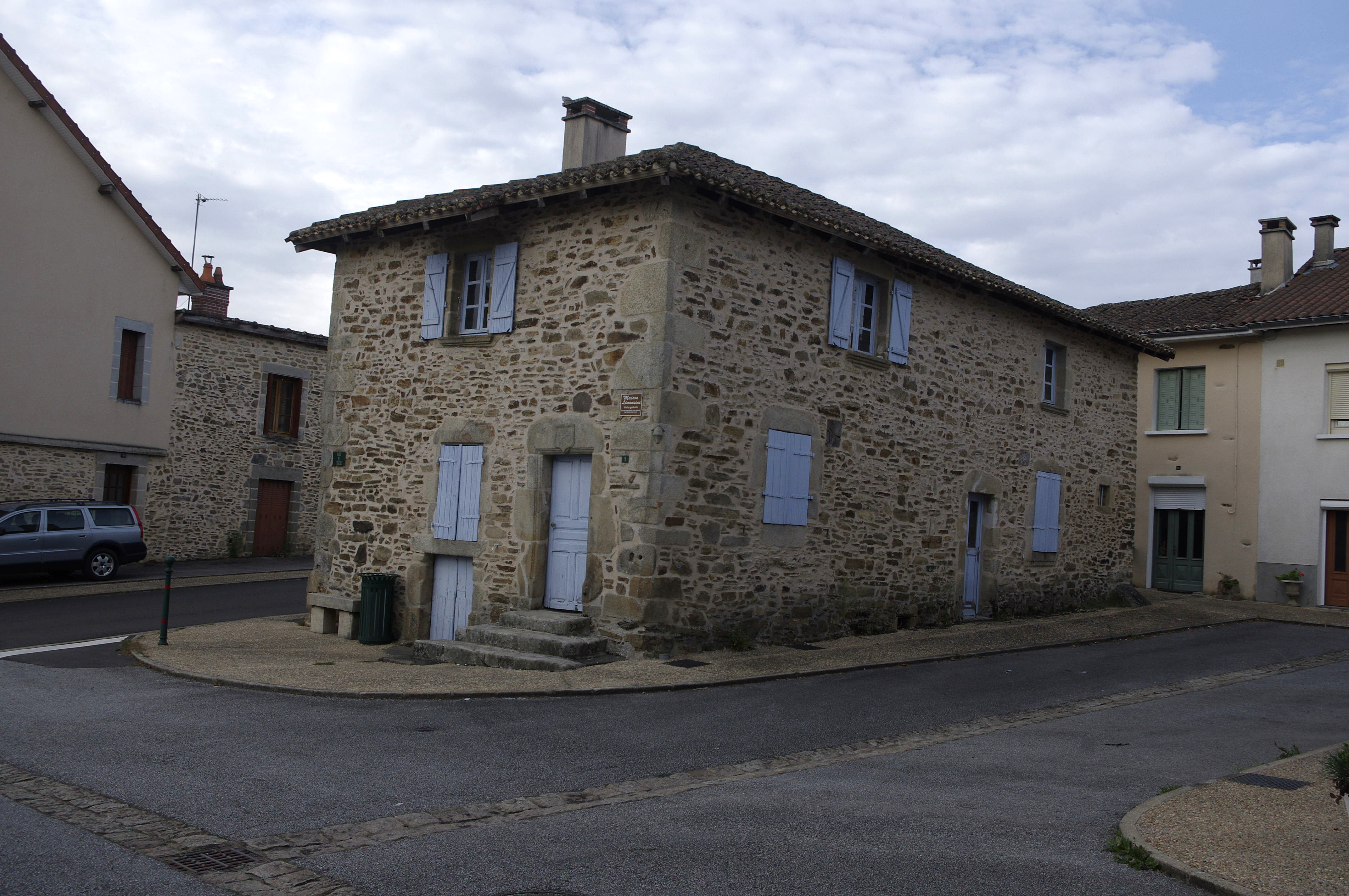
Maison limousine près de l'église
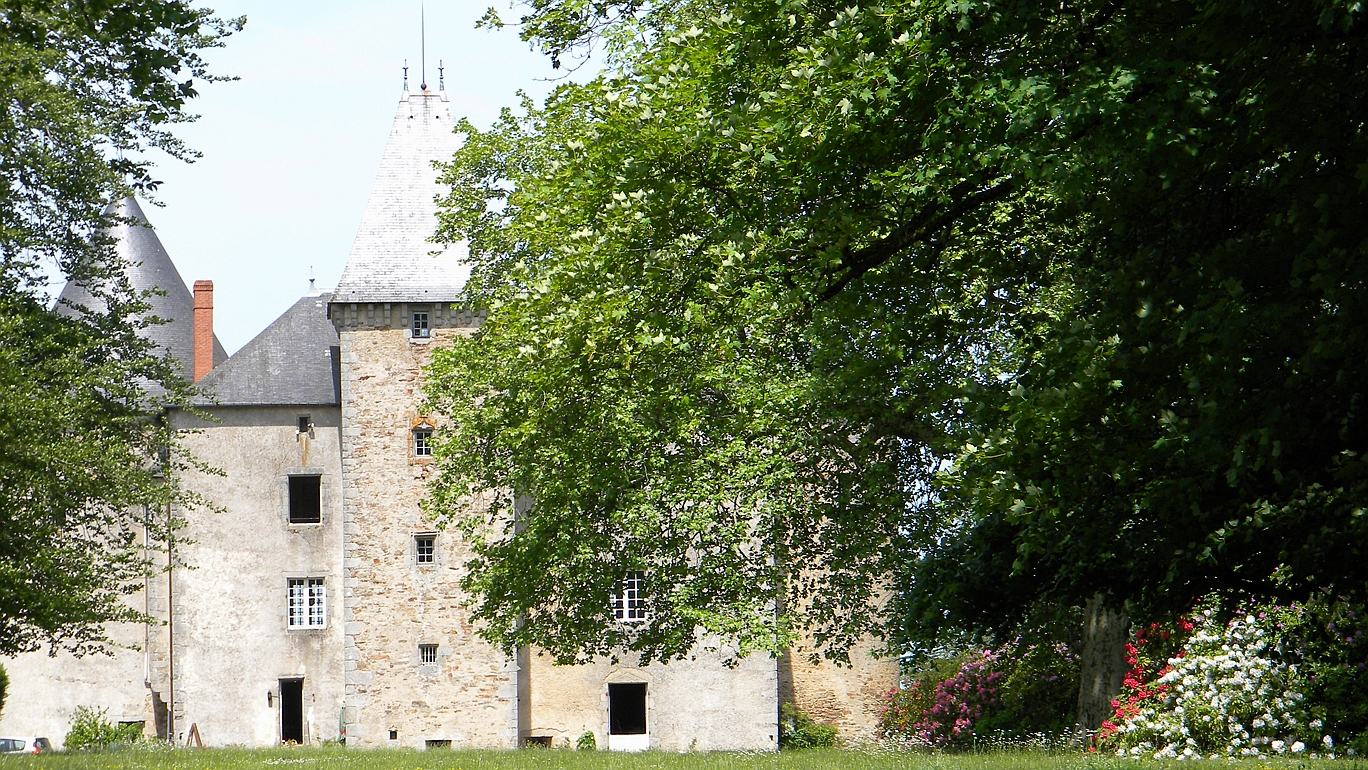
Le château de Brie.

### Étape
Le GR 4 qui va de Royan à Grasse traverse la commune. Il est commun avec le GR 654, chemin de Saint-Jacques (Voie de Vézelay).

### Patrimoine naturel

#### Espaces protégés et gérés
Champagnac-la-Rivière est entièrement inclus dans la  « zone tampon  » de la vaste « réserve de biosphère du bassin de la Dordogne », un espace protégé et géré Natura 2000 (5 070,0106 km²).
Elle fait également partie du parc naturel régional « Périgord-Limousin ».

#### ZNIEFF

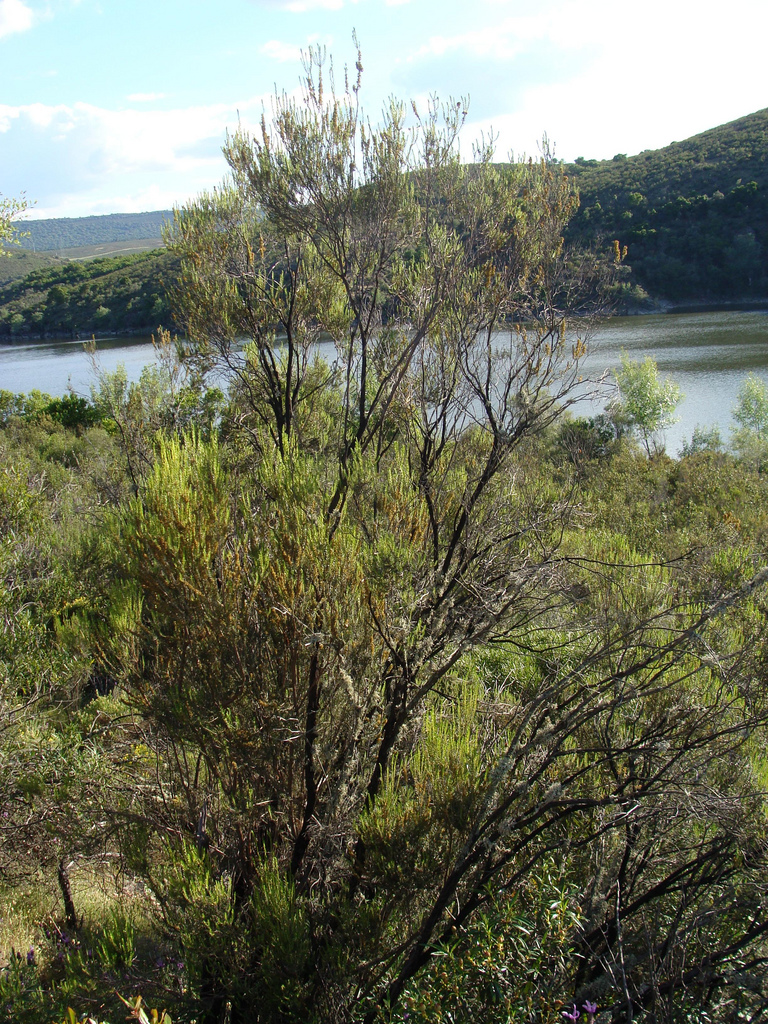
Bruyère à balais
(Erica scoparia).

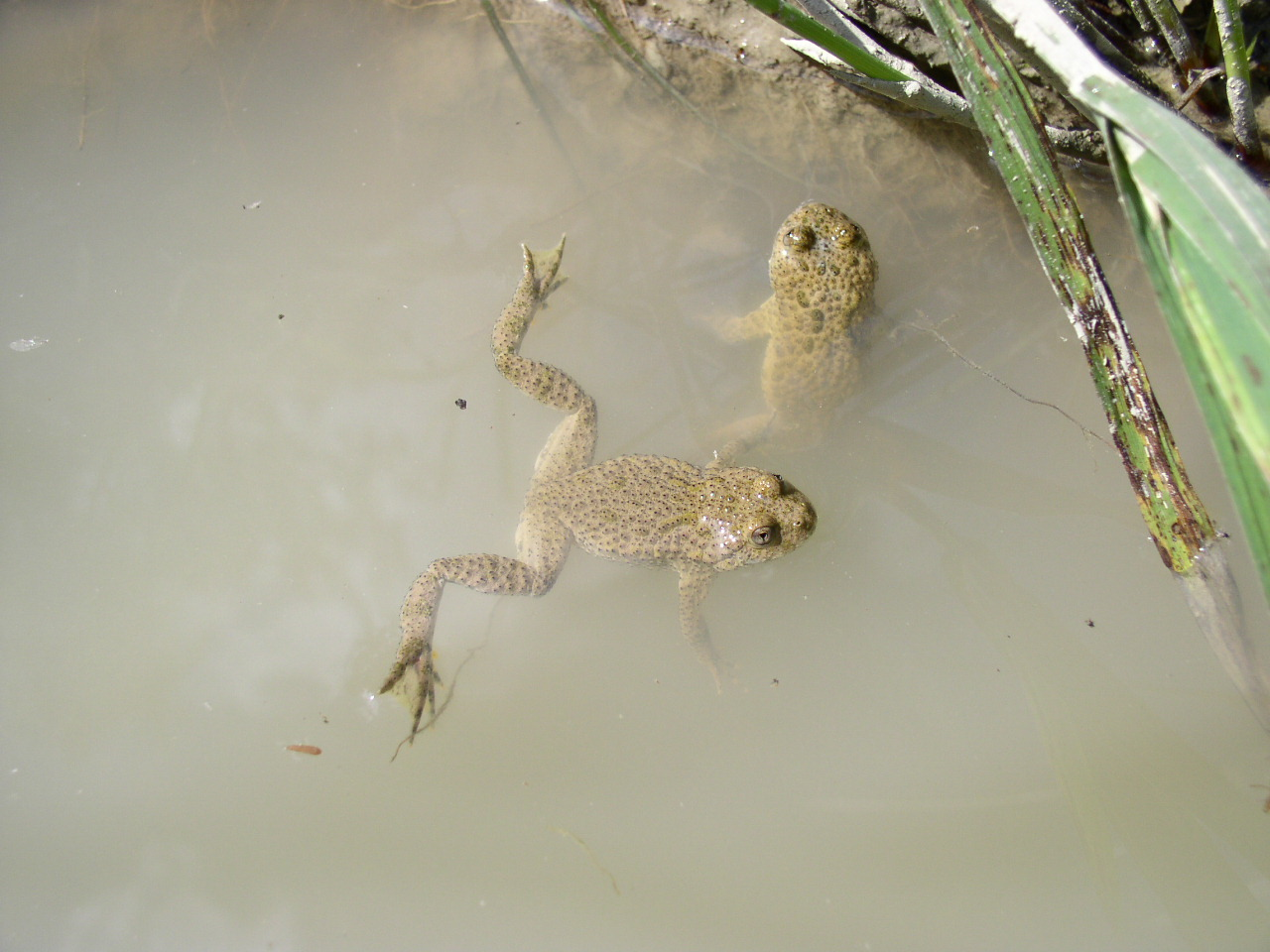
Sonneur à ventre jaune
(Bombina variegata).

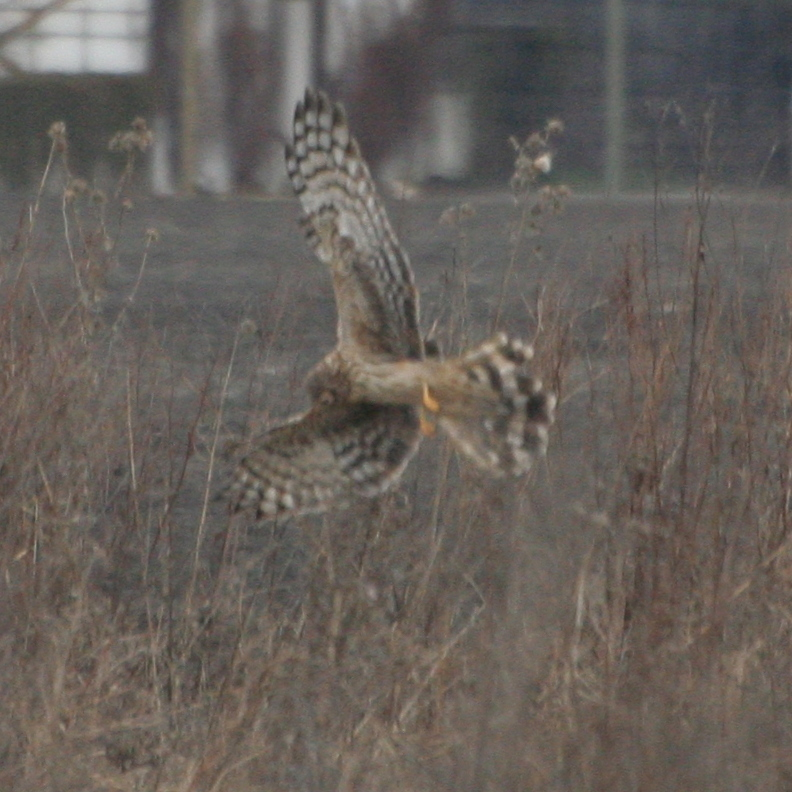
Busard Saint-Martin
(Circus cyaneus).

Champagnac-la-Rivière est concerné par quatre zones naturelles d'intérêt écologique, faunistique et floristique (ZNIEFF) :
La ZNIEFF continentale de type 1 du « bois des Essarts », soit 702,41 hectares, concerne Châlus, Champagnac-la-Rivière, La Chapelle-Montbrandeix, Cussac et Dournazac. Elle comprend l'étang de Masselièvre à l'ouest (sur La Chapelle) et le ruisseau de Brie à l'est (sur Champagnac). Entre les deux, une châtaigneraie intéressante pour les insectes saproxyliques qu'elle abrite (le pique-prune (Osmoderma eremita), grosse cétoine noire protégée en France, Gnorimus variabilis (Gnorimus octopunctatus), autre cétoine peu commune.
La ZNIEFF continentale de type 1 de la « lande des Jarosses », soit 31,53 hectares, concerne Champagnac-la-Rivière et Saint-Laurent-sur-Gorre  et vise la lande à bruyère à balais (Erica scoparia), appelée Brande dans le Poitou et très rare en Limousin.
La ZNIEFF continentale de type 1 de la « lande de la Martinie (vallée de la Tardoire)  », soit 32,17 hectares, concerne Châlus, Champagnac-la-Rivière et Champsac et vise un affleurement de serpentine, roche très basique, entre Châlus et Cussac. Cet affleurement, contrairement aux affleurements de serpentine habituels de Haute-Vienne, n'est accompagné ni de pelouse sèche ni d'affleurement rocheux. Il abrite la gentiane pneumonanthe (Gentiana pneumonanthe, protégée en Limousin) et la bruyère à balais ou Brande du Poitou. On y trouve régulièrement le busard Saint-Martin (Circus cyaneus) qui y a établi des dortoirs ;  les mares et ornières de la lande humide hébergent le sonneur à ventre jaune (Bombina variegata), petit crapaud protégé en France. Cette ZNIEFF est entièrement incluse dans la ZNIEFF de la « Vallée de la Tardoire (du moulin de Cros à Peyrassoulat) ».
La ZNIEFF continentale de type 2 de la « vallée de la Tardoire (du moulin de Cros à Peyrassoulat) », soit 2 130,31 hectares, concerne dix communes dont Champagnac.

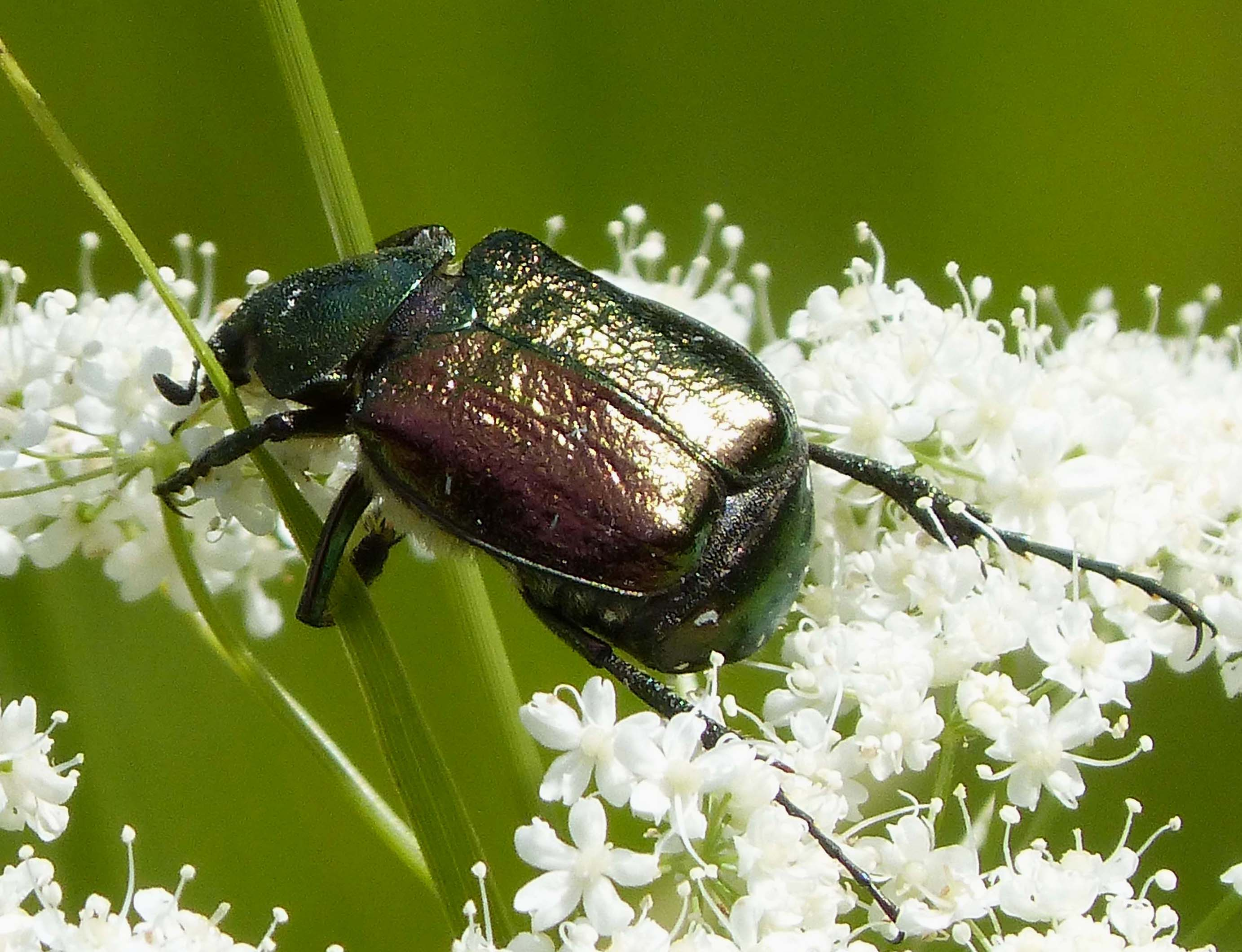
Cétoine variée (Gnorimus variabilis).
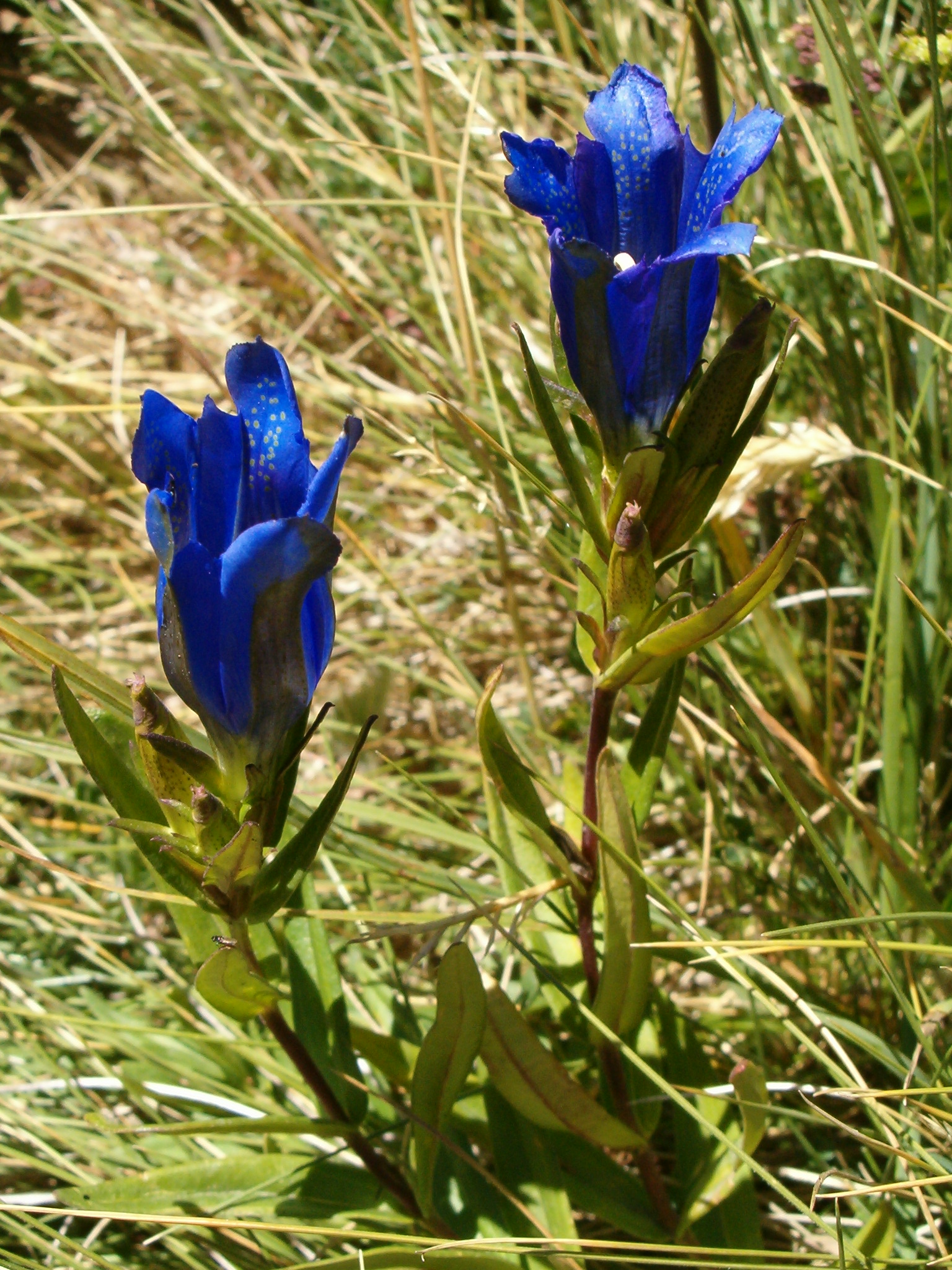
Gentiane pneumonanthe.
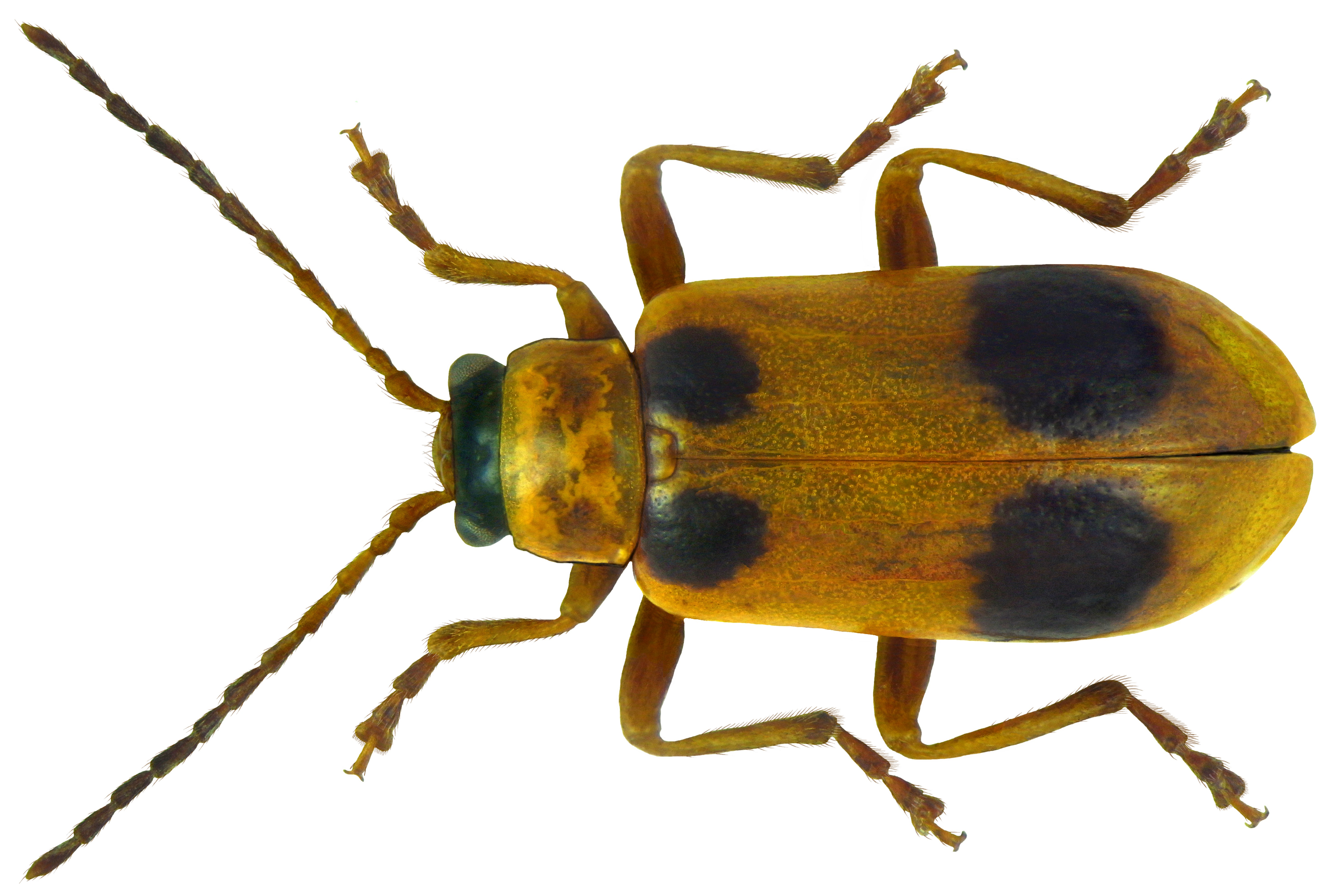
Galéruque à 4 taches (Phyllobrotica quadrimaculata).
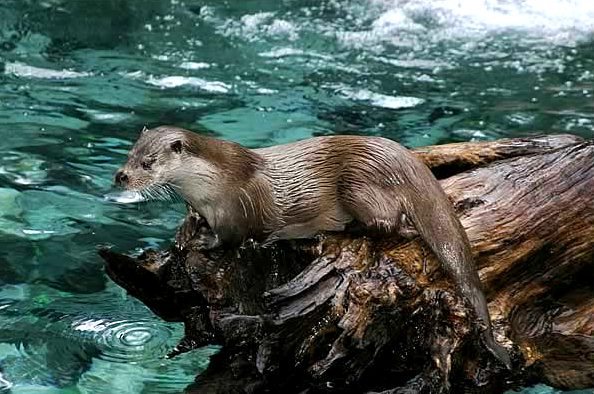
Loutre d'Europe (Lutra lutra)

### Personnalités liées à la commune
- Émile-Roger Lombertie, né le 20 février 1951 à Champsac, homme politique Français, membre de l'UMP puis du parti Les Républicains habitait ici autrefois.
- René Faye, né à Champagnac en 1923, décédé en 1994, coureur cycliste sur piste, médaillé de bronze aux jeux olympiques de 1948..

### Héraldique
| Blason de Champagnac-la-Rivière | Blason  | Parti: au 1er d'or au lion d'azur, lampassé et couronné de gueules et à la champagne de sinople, au 2e d'azur semé de billettes d'or au lion du même, brochant; le tout sommé d'un chef d'azur à la feuille de châtaignier d'or posée en fasce, le pétiole à dextre. |
| Blason de Champagnac-la-Rivière | Détails | Le statut officiel du blason reste à déterminer. |

## Pour approfondir